# Indigo (sang)
"Indigo" er en sang, som er skrevet og sunget af den svenske sangerinde Frida Sundemo med Joel Humlén som kor. Sangen blev indspillet i Sverige 2012, og udgivet i 2013. Sangen blev i uge 16, 2013 P3s Uundgåelige.

## Fodnoter
1. ↑  Indigo DR Musik
2. ↑  Tidligere P3s uundgåelige